# Populus xiangchengensis
Populus xiangchengensis là một loài thực vật có hoa trong họ Liễu. Loài này được Z. Wang & S. L. Tung miêu tả khoa học đầu tiên năm 1979.